# Paola Cardullo
Paola Cardullo (Omegna, 18 marzo 1982) è un'ex pallavolista italiana, di ruolo libero.

## Carriera

### Club
La carriera di Paola Cardullo inizia nella stagione 1996-97 con l'Omegna, in Serie D: a partire dall'annata successiva viene promossa nella squadra che disputa la Serie B1.
Nella stagione 1999-00 si trasferisce all'AGIL, in Serie A2, con la quale nel campionato 2000-01 vince la Coppa Italia di categoria e ottiene la promozione in Serie A1, dove debutta con lo stesso club nella stagione 2001-02: durante l'annata 2002-03 conquista la Coppa CEV. Resta sempre a Novara anche quando all'inizio del campionato 2003-04 l'AGIL cede il titolo sportivo alla neonata Asystel, a cui resta legata per sei stagioni, aggiudicandosi due Supercoppe italiane, la Coppa Italia 2003-04, la Top Teams Cup 2005-06, la Coppa di Lega 2007 e la Coppa CEV 2008-09. Nella stagione 2009-10 viene ingaggiata dalla neopromossa Villa Cortese, con cui conquista due Coppe Italia.
Nell'annata 2011-12 si trasferisce in Francia, al RC Cannes, in Ligue A, vincendo sia la coppa nazionale che lo scudetto. Rientra in Italia, in Serie A1, già per il campionato successivo, ancora nel Villa Cortese, per poi difendere i colori della LJ nella stagione 2013-14 e quelli del Forlì nella stagione 2014-15: tuttavia, poco dopo l'inizio delle attività viene ceduta al River. Nell'annata 2015-16 si accasa al Bergamo, aggiudicandosi la Coppa Italia 2015-16; nella stagione 2018-19 firma per il Filottrano e in quella seguente per la Savino Del Bene, sempre in Serie A1: al termine del campionato annuncia il suo ritiro dall'attività agonistica.

### Nazionale
Nel biennio dal 1998 al 2000 viene convocata nella nazionale italiana under 19, con cui vince la medaglia d'oro e d'argento al campionato continentale, rispettivamente nelle edizioni 1998 e 2000: in quest'ultima viene riconosciuta anche come miglior ricevitrice e miglior libero. Nel 1999 è nella selezione under 18, ottenendo il quarto posto al campionato europeo.
Ottiene le prime convocazioni nella nazionale maggiore nel 2001, esordendo il 13 giugno nella partita contro gli Stati Uniti d'America, durante il Montreux Volley Masters: nello stesso anno vince la medaglia d'oro ai XIV Giochi del Mediterraneo e quella d'argento al campionato europeo. Nel 2002 conquista la medaglia d'oro al campionato mondiale, dove viene premiata anche come miglior libero, nel 2003 è riconosciuta miglior giocatrice al World Grand Prix, mentre nel 2004 ottiene l'argento al World Grand Prix e partecipa ai Giochi della XXVIII Olimpiade, chiusi al quinto posto, riconosciuta miglior libero; nel 2005 bissa l'argento nel World Grand Prix, così come l'argento al campionato continentale. Nel 2006 mette al collo il bronzo al World Grand Prix, per poi aggiudicarsi, nel 2007, l'oro sia al campionato europeo che alla Coppa del Mondo, anche in questo caso premiata, in entrambi i torni, come miglior giocatrice nel suo ruolo, e, nel 2008, il bronzo al World Grand Prix, oltre a partecipare nuovamente ai Giochi olimpici, sempre chiusi al quinto posto. Nel 2009 vince il secondo oro consecutivo al campionato europeo, conquistando ancora il titolo di miglior libero, nonché l'oro alla Grand Champions Cup. Ottiene le ultime convocazioni nel 2014 in occasione del campionato mondiale, terminato al quarto posto: in totale veste la maglia azzurra per 286 volte.

## Palmarès

### Club
- Campionato francese: 1

2011-12
- Coppa Italia: 4

2003-04, 2009-10, 2010-11, 2015-16
- Coppa di Francia: 1

2011-12
- Supercoppa italiana: 2

2003, 2005
- Coppa di Lega: 1

2007
- Coppa Italia di Serie A2: 1

2000-01
- Top Teams Cup/Coppa CEV: 2

2005-06, 2008-09
- Coppa CEV: 1

2002-03

### Nazionale (competizioni minori)
- Campionato europeo under 19 1998
- Campionato europeo under 19 2000
- Giochi del Mediterraneo 2001
- Montreux Volley Masters 2002
- Montreux Volley Masters 2004
- Montreux Volley Masters 2008

### Premi individuali
- 2000 - Campionato europeo under 19: Miglior ricevitrice
- 2000 - Campionato europeo under 19: Miglior libero
- 2002 - Campionato mondiale: Miglior libero
- 2003 - Coppa CEV: Miglior libero
- 2003 - World Grand Prix: MVP
- 2004 - Coppa Italia: Miglior libero
- 2004 - Giochi della XXVIII Olimpiade: Miglior libero
- 2005 - Champions League: Miglior libero
- 2005 - Supercoppa italiana: Miglior libero
- 2006 - Top Teams Cup: Miglior libero
- 2007 - Campionato europeo: Miglior libero
- 2007 - Coppa del Mondo: Miglior libero
- 2008 - Champions League: Miglior libero
- 2009 - Campionato europeo: Miglior libero
- 2010 - Coppa Italia: Miglior libero
- 2012 - Champions League: Miglior libero
- 2012 - Ligue A: Miglior libero